# Killers (álbum de Kiss)
Killers es un álbum recopilatorio de la banda estadounidense de hard rock Kiss, publicado el 15 de junio de 1982 a través de Phonogram Records y producido por Michael James Jackson. El motivo de su lanzamiento fue el fracaso comercial de Music from "The Elder" (1981) y la exigencia de la discográfica por grabar nuevas canciones para el mercado internacional. A diferencia de otros trabajos compilatorios del grupo, este salió a la venta únicamente fuera de los Estados Unidos para no saturar su mercado. Además de temas clásicos, incluyó cuatro nuevas canciones grabadas con Bob Kulick como sustituto del guitarrista Ace Frehley.
Tras su lanzamiento, Killers recibió reseñas mejores que las de su antecesor y se situó en las listas de varios países europeos, como Noruega, donde llegó a la sexta posición, o el Reino Unido, donde al alcanzar el puesto 42, consiguió el mejor posicionamiento para el conjunto desde Destroyer (1976).

## Trasfondo
Music from "The Elder" (1981), el álbum de estudio que precedió a Killers, marcó el debut del batería Eric Carr y supuso el mayor fracaso comercial de Kiss al llegar únicamente al puesto 75 del Billboard 200 y la abandonó en poco menos de un mes. El disco, una obra conceptual sobre un joven héroe que se enfrenta al mal, no fue del agrado del guitarrista Ace Frehley, quien tras la salida del batería Peter Criss, solía perder en las discusiones con el bajista Gene Simmons y el guitarrista Paul Stanley.
Ante las decepcionantes cifras de Music from "The Elder" a nivel mundial, en febrero de 1982 la discográfica Phonogram exigió la grabación de cuatro nuevas canciones de hard rock que publicaría junto a ocho viejos temas del grupo en un recopilatorio. La intención del sello era contrarrestar el fracaso de su antecesor y demostrar que Kiss seguía tocando rock. Debido a que el conjunto ya había publicado varios trabajos en directo y de grandes éxitos, y para evitar la sensación de que estaba «ordeñando su catálogo», Phonogram tomó la decisión de lanzar Killers exclusivamente fuera de los Estados Unidos.

## Grabación

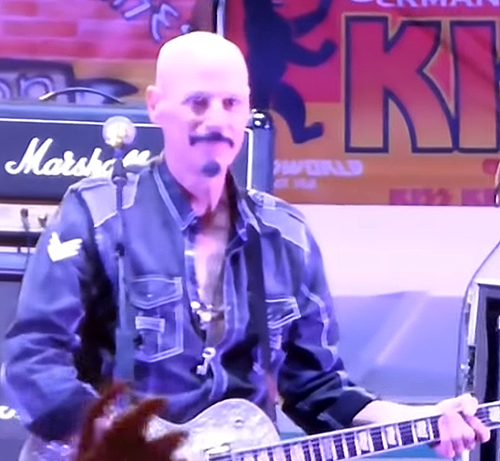
Bob Kulick fue el guitarrista de las cuatro nuevas pistas.

Seleccionaron a Michael James Jackson para que produjera el disco, quien compartía abogado con la pareja de Gene Simmons, Diana Ross. Él destacó que por aquellos momentos «musicalmente, [Kiss] estaban realmente confusos». Originalmente, el bajista era reacio a tener un productor ajeno a la banda y creía que él y Stanley podían producir sin ayuda, sin embargo, este último difirió con su compañero y creyó que lo que realmente necesitaban era una opinión externa.
Bob Kulick, que ya había reemplazado a Ace Frehley en el álbum Alive II (1977), grabó la guitarra líder y remarcó que «en el momento de tocar las nuevas canciones era cómo: “No toques esto, no toques lo otro”. Creo que [Simmons y Stanley] llegaron a ese punto donde estaban empezando a cuestionarse a sí mismos. Ya no era que sonara bien, era ¿Cómo poder competir contra Eddie Van Halen y Randy Rhoads?». El músico también señaló la labor de Jackson como mediador porque «Paul y Gene estaban involucrados en un tira y afloja sobre qué dirección debería tomar la banda. Michael era una persona objetiva que no necesariamente favorecía a uno o a otro». Debido a que Frehley ya había comunicado a sus compañeros su intención de dejar el grupo, durante la grabación, Simmons y Stanley aprovecharon para audicionar a otros guitarristas para sustituirlo. La grabación tuvo lugar en mayo de 1982 en los estudios Record Plant de Los Ángeles, mientras comenzaban a trabajar en su siguiente álbum de estudio, Creatures of the Night; según Jackson «las fechas límites de ambos proyectos se acercaban y en un momento llegué a estar produciendo en dos estudios a la vez; Paul en uno y Gene en el otro».

## Música

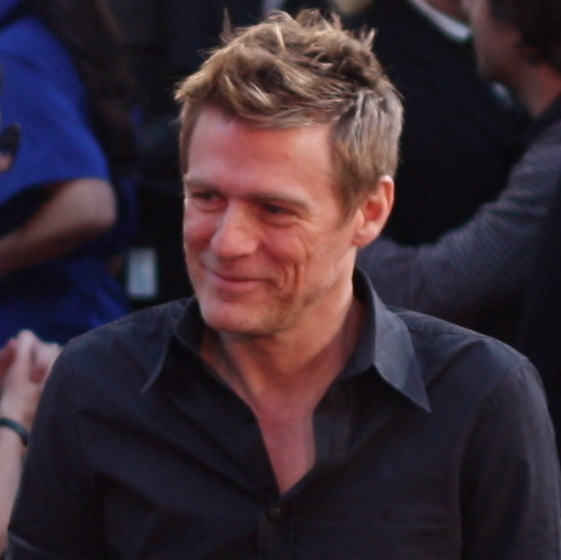
Bryan Adams participó como compositor de «Down on Your Knees».

Michael James Jackson, consciente de que era necesario grabar un disco distinto, sugirió a los músicos que se trasladaran hasta California y que trabajaran con otros autores para obtener puntos de vista diferentes. El productor conocía al compositor Adam Mitchell desde finales de la década de 1960 y, en el momento de trabajar en Killers, lo contactó pese a que no se consideraba «un compositor convencional para Kiss». Mitchell en aquellos momentos residía en una vivienda en Hollywood Hills, la cual tenía un estudio de grabación con una caja de ritmos en el que se reunió con Simmons y Stanley: «Primero componíamos en mi casa y luego hacíamos una maqueta. El acuerdo de Gene y Paul para que una canción apareciera en el álbum era que debía gustarle a ambos. Y las únicas que les gustaron fueron las dos que compuse con Paul». Mikel Japp, otro de los autores involucrados, ya había colaborado con Stanley en su álbum en solitario de 1978 y recibió la visita del mánager Bill Aucoin, quien le instó a dirigirse al hotel del guitarrista para que volvieran a trabajar juntos. Por su parte, el tercer compositor participante fue Bryan Adams, recomendado por Jackson y que aún no había cosechado éxito como cantante.
La cara A empieza con «I'm a Legend Tonight», escrita por Stanley y Mitchell, y que el biógrafo Brett Weiss calificó como «un himno con un estribillo pegadizo», a pesar de que el guitarrista la llamó «una tontería. Siempre he dado lo mejor de mí, pero todos podemos recordar momentos en los que teníamos buenas intenciones y puede que no hubiéramos dado lo que esperábamos». Por su parte, Japp creó una interpretación inacabada de «Down on Your Knees» que posteriormente mostró a Stanley, para que él y Adams la terminaran, y grabó algunas de las guitarras en la versión que apareció en el álbum. El lado A quedó completada con la inclusión de «Cold Gin», «Love Gun», «Shout It Out Loud» y «Sure Know Something».
La cara B comienza con «Nowhere to Run», que Stanley compuso «sobre alguien a quien había conocido. Tuvimos una relación rápida y tórrida y luego ella se marchó y volvió con alguien con quien ya había estado relacionada». «Partners in Crime», la otra pista acreditada a Stanley y Mitchell, no fue del agrado del guitarrista, quien años más tarde relató que «la odio. Se trataba de hacer siempre lo mejor que puedas. Pero lo mejor de ti no siempre es tan bueno como en un día cualquiera. Todo en Killers era confuso. Fue un buen intento de deshacerse de The Elder y de los excesos de convertirse en estrellas de rock aletargadas y auto-importantes». Por otra parte, este lado del disco incorporó los temas «Detroit Rock City», «God of Thunder», «I Was Made for Lovin' You» y una versión en directo de «Rock and Roll All Nite».
Con la excepción de los cuatro nuevos temas, «Sure Know Something», «I Was Made for Lovin' You» y «Rock and Roll All Nite», los demás ya habían aparecido en el recopilatorio Double Platinum (1978). La versión australiana también añadió «Talk to Me» y «Shandi», ambas del álbum Unmasked (1980), que había sido uno de sus trabajos con mejor impacto en las listas de Oceanía. Por su contra, la edición japonesa reemplazó «Talk to Me» por la pieza instrumental «Escape from the Island», debido a que no había aparecido en la versión nipona de Music from "The Elder" (1981).

## Recepción

### Comercial
Killers salió a la venta fuera de los Estados Unidos el 15 de junio de 1982, a través de Phonogram Records y tuvo unas ventas modestas. Tras su lanzamiento se situó en algunas listas europeas, como las de Alemania, Austria o Suecia, aunque su posición más alta la alcanzaría en Noruega, donde llegó a la sexta. Por su parte, en el Reino Unido subió hasta el puesto 42, que sería el mejor alcanzado por Kiss desde Destroyer (1976). En 2021, una reedición logró ascender hasta el número 10 de la lista alemana y supuso el séptimo top 10 para la banda en el país germano.

### Crítica
Killers recibió generalmente mejores reseñas que Music from "The Elder" al abandonar el sonido conceptual de este. Greg Prato de Allmusic escribió que las cuatro nuevas pistas «se parecían a los Kiss de antaño más que nada de lo que habían lanzado en los últimos años» y remarcó que «aunque no restableció a Kiss como la primera de la lista, sí mostró a los aficionados de fuera de los Estados Unidos que la banda volvía a estar en serio». La revista alemana Bravo publicó que «es encomiable que los monstruos del rock hayan mezclado algunas canciones recientes, que aún no se han publicado en ninguna parte, con sus antiguos y épicos temas. Definitivamente se debe echar un vistazo a la dura “Partners in Crime”». Un redactor de la también alemana Popcorn relató que «el ritmo algo suave de The Elder no fue como los aficionados esperaban. Ahora los cuatro rockeros quieren repensar su concepto y posponer su planeada segunda parte. Killers debería acortar el tiempo de espera de los fans. Paul Stanley escribió cuatro temas nuevos casi sin ayuda, el resto es una selección de sus mayores éxitos». Chuck Klosterman, del sitio web estadounidense Grantland consideró que «la lista de canciones varía de un país a otro, pero todas las versiones incluyen: “I'm a Legend Tonight” (tonta y aburrida), “Down on Your Knees” (aún más tonta, pero menos aburrida), “Partners in Crime” (meh) y “Nowhere to Run” (blah). Killers era difícil de encontrar, caro y repetitivo, así que si posees este álbum, obviamente amas al grupo». Por su parte el periodista estadounidense Eddie Trunk lo calificó como «un puente entre The Elder y Creatures of the Night» y destacó que «aunque en aquellos momentos solo era posible de conseguirlo aquí de importación, recuerdo obtenerlo e ilusionarme porque lo que escuchaba era a Kiss volviendo a ser Kiss de nuevo».

## Lista de canciones
| Cara A |                                    |                                  |                  |          |  |
| N.º    | Título                             | Escritor(es)                     | Voz principal    | Duración |  |
| 1.     | «I'm a Legend Tonight»             | Paul Stanley, Adam Mitchell      | Paul Stanley     | 3:59     |  |
| 2.     | «Down on Your Knees»               | Stanley, Mikel Japp, Bryan Adams | Stanley          | 3:31     |  |
| 3.     | «Cold Gin» (del álbum Kiss)        | Ace Frehley                      | Gene Simmons     | 4:20     |  |
| 4.     | «Love Gun» (de Love Gun)           | Stanley                          | Stanley          | 3:17     |  |
| 5.     | «Shout It Out Loud» (de Destroyer) | Stanley, Simmons, Bob Ezrin      | Simmons, Stanley | 2:40     |  |
| 6.     | «Sure Know Something» (de Dynasty) | Stanley, Vini Poncia             | Stanley          | 3:59     |  |

| Cara B |                                          |                                |               |          |  |
| N.º    | Título                                   | Escritor(es)                   | Voz principal | Duración |  |
| 7.     | «Nowhere to Run»                         | Stanley                        | Stanley       | 4:32     |  |
| 8.     | «Partners in Crime»                      | Stanley, Mitchell              | Stanley       | 3:45     |  |
| 9.     | «Detroit Rock City» (de Destroyer)       | Stanley, Ezrin                 | Stanley       | 3:53     |  |
| 10.    | «God of Thunder» (de Destroyer)          | Stanley                        | Simmons       | 4:11     |  |
| 11.    | «I Was Made for Lovin' You» (de Dynasty) | Stanley, Poncia, Desmond Child | Stanley       | 4:18     |  |
| 12.    | «Rock and Roll All Nite» (de Alive!)     | Stanley, Simmons               | Simmons       | 3:58     |  |

| Pistas adicionales de la edición japonesa |                                                      |                           |                |          |  |
| N.º                                       | Título                                               | Escritor(es)              | Voz principal  | Duración |  |
| 6.                                        | «Escape from the Island» (de Music from "The Elder") | Frehley, Eric Carr, Ezrin | (Instrumental) | 2:53     |  |
| 13.                                       | «Shandi» (de Unmasked)                               | Stanley, Poncia           | Stanley        | 3:36     |  |

| Pistas adicionales de la edición australiana |                            |                 |               |          |  |
| N.º                                          | Título                     | Escritor(es)    | Voz principal | Duración |  |
| 6.                                           | «Talk to Me» (de Unmasked) | Frehley         | Frehley       | 4:03     |  |
| 13.                                          | «Shandi» (de Unmasked)     | Stanley, Poncia | Stanley       | 3:36     |  |

Fuentes: Discogs y Encyclopedia of KISS.

## Créditos

### Canciones inéditas
| Kiss - Paul Stanley – guitarra, voz - Gene Simmons – bajo, coros - Eric Carr – batería, coros Músicos de sesión - Bob Kulick – guitarra líder - Mikel Japp – guitarra en «Down on Your Knees» | Producción - Michael James Jackson - producción - Dave Thoener - ingeniería y mezcla - Dave Wittman - mezcla - Brian Gardner - masterización - Barry Levine - portada |

Fuentes: Discogs y Encyclopedia of KISS.

## Posiciones en las listas
| País        | Lista               | Mejor posición | Ref.   |
| ----------- | ------------------- | -------------- | ------ |
| Alemania    | German Albums Chart | 10             | [ 28 ] |
| Austria     | Alben Top 75        | 14             | [ 25 ] |
| Noruega     | Topp 40 Album       | 6              | [ 26 ] |
| Reino Unido | UK Albums Chart     | 42             | [ 27 ] |
| Suecia      | Sverigetopplistan   | 41             | [ 35 ] |

## Certificación
| País      | Certificación | Ventas | Ref.   |
| --------- | ------------- | ------ | ------ |
| Australia | Oro           | 20 000 | [ 36 ] |